# حارة الرحمة (ذمار)
حارة الرحمة هي إحدى حارات مدينة ذمار التابعة لمحافظة ذمار، بلغ تعداد سكانها 1,484 نسمة حسب تعداد اليمن لعام 2004.